# Guatemala en los Juegos Paralímpicos de Londres 2012
Guatemala estuvo representada en los Juegos Paralímpicos de Londres 2012 por un deportista masculino. El equipo paralímpico guatemalteco no obtuvo ninguna medalla en estos Juegos.